# Антиквар
Антиквар или Антиквариат (на латински: Antiquarius) е любител или изследовател на антики, или неща от миналото. По-конкретно, този термин се използва за хора, които изследват историята, обръщайки особено внимание на артефакти, археологически и исторически обекти или исторически архиви и ръкописи. Същността на антикваризма е фокусирането върху емпирични доказателства за миналото и може би най-добре илюстрирано от мотото, изложено от антиквариста от 18 век Ричард Колт Хоар – „ние говорим с факти, а не на теория“.

## История
Антикварство в древен Китай
По време на династията Сун (960 – 1279) ученият Оуян Сю (1007 – 1072) анализира предполагаемите древни артефакти, носещи архаични надписи от бронз и камък, които той е съхранил в колекция от около 400 естампажи. Патриша Ебрей пише, че Оуян е новатор на ранните идеи в епиграфиката.
Каогуту (考古圖) или „Илюстрован каталог на изследвана античност“ (предговор от 1092 г.), съставен от Лю Далин (呂大臨; 1046 – 1092), е един от най-старите известни каталози за систематично описване и класифициране на откритите древни артефакти. Друг каталог – „Чонг хиу Хуанхъ богуту“ (重修宣和博古圖) или „Прегледан илюстриран каталог на дълбоко изучената древност на Хуанхъ“ (съставен в периода 1111 – 1125 г.), поръчан от императорът на песента Хуейцзун (1100 – 1125), включва илюстрации на около 840 съда и естампажи.
Антикварство в древен Рим
В древен Рим силното усещане за традиционализъм мотивира интерес към изучаването и записването на „паметниците“ от миналото. Историкът Тит Ливий използва латинската „monumenta“ в смисъла на „антикварните въпроси“. Книгите с антикварна тематика обхващат теми, свързани с произхода на обичаите, религиозните ритуали и политическите институции, родословие, топография и забележителности, и етимология.
Основни антикварски латински писатели с оцелели произведения са авторите – Марк Теренций Варон, Плиний Стари, Авъл Гелий и Амбросий Теодосий Макробий. Римският император Клавдий публикува антикварни произведения, но нито едно от които не съществува. Някои от трактатите на Цицерон, по-специално работата му по гадаене, показват силни антикварски интереси, но основната им цел е изследването на философските въпроси. Гръцките писатели от римската епоха са се занимавали и с антикварски материали, като Плутарх в неговите римски въпроси, както и произведението „Гощавка на софисти“ на Атеней. Целта на произведенията на латински антиквариат е да съберат голям брой възможни обяснения, с по-малък акцент върху постигането на истината, отколкото при съставянето на доказателствата. Антиквариите често се използват като източници от древните историци, а много антикварски писатели са известни само чрез тези цитати.